# Petra Mönter
Petra Mönter (* 30. Dezember 1962 in Bensberg) ist eine deutsche Autorin.

## Leben
Schon während ihrer Schulzeit schrieb Petra Mönter Kurzgeschichten. Es folgte ein Studium der Pädagogik und erste Zeitungsartikel.
Sie ist mit Michael Mönter verheiratet und arbeitet in dessen Firma (Messbau). Sie hat zwei Kinder, Kevin (* 1991) und Zara (* 1993). 

## Werke

### Kinderliteratur
- Küssen nicht erlaubt. Mit Bildern von Sabine Wiemers. Kerle Verlag, Freiburg 1999, ISBN 978-3-451-70268-6.
- Geh mit niemandem mit, Lena. Mit Bildern von Sabine Wiemers. Kerle Verlag, Freiburg 2000, ISBN 978-3-451-70317-1.
- Vimala gehört zu uns. Mit Bildern von Sabine Wiemers Kerle Verlag, Freiburg 2002, ISBN 978-3-451-70469-7.
- Sophie wehrt sich. Mit Bildern von Eva Spanjardt. Kerle Verlag, Freiburg 2004, ISBN 978-3-451-70600-4.
- Küssen nicht erlaubt.  Mit Bildern von Barbara Korthues. Kerle Verlag, Freiburg 2011, ISBN 978-3-451-71062-9.
- Hallo Schule, jetzt gehts los. Mit Bildern von Maria Bogade, Kerle Verlag, Freiburg 2012, ISBN 978-3-451-71116-9.
- Aminah gehört zu uns. Mit Bildern von Susanne Maier, Kerle-Verlag, Freiburg 2017, ISBN 978-345171429-0.

### Erwachsenenliteratur
- Gereimtheiten des ganz normalen Lebens. Mit Bildern von Bele Wolf-Calles. SWB-Verlag, Stuttgart 2005, ISBN 978-3-938-71999-2.
- Deutschland-mittendrin. SWB Verlag, Stuttgart 2006, ISBN 978-3-938-71903-9.

### Rundfunk (Reihe Ohrenbär)
- Torben und das Geheimnis der Eierköpfe. 2007, Radio rbb.
- Auch ein Schwein braucht ein gutes Heim. 2017, Radio rbb.

### Sonstiges
- seit 2014: Kolumne Die geheimen Gedanken einer Kita-Leitung in der Fachzeitschrift Leitung aktuell, Herder Verlag.

## Auszeichnungen
- „Buch des Monats“, Juni 1999 von der Akademie für Kinder und Jugendliteratur, Volkach (für Küssen nicht erlaubt)